# Cryothenia amphitreta
Cryothenia amphitreta è una specie di pesce d'acqua salata della famiglia Nototheniidae.

## Etimologia
Il nome scientifico della specie descrive la particolare conformazione del cranio, che presenta una fossa interorbitale con due orifizi.

## Distribuzione e habitat
Si conosce molto poco di questa specie, pescata nel Mare di Ross, nell'Oceano Antartico.

## La scoperta
Questa specie è stata scoperta per caso, nel 2004, durante una spedizione di ricerca nel Mare di Ross per raccogliere esemplari di Gymnodraco acuticeps e comprendere il funzionamento di una proteina antigelo nel sangue di questo pesce.  Descritta alla fine del 2006 è quindi poco conosciuta. 